# Antonia Pozzi
Antonia Pozzi (n. 13 februarie 1912, Milano, Regatul Italiei – d. 3 decembrie 1938, Milano, Regatul Italiei) a fost o poetesă italiană.
S-a născut din mariajul avocatului milanez Roberto Pozzi cu contesa Lina Cavagna Sangiuliani, aceasta din urmă fiind nepoata lui Tommaso Grossi.
Antonia a crescut în Milano, pe strada Mascheroni, dar locul său preferat era casa de vacanță din Pasturo, provincia Lecco, în inima munților. A avut o copilărie asigurată, frecventând cele mai bune școli, inclusiv ore de muzică și arte, călătorind și făcând sport.
A început să scrie poezii în adolescență, ajungând la cifra de 200 de creații până la sfârșitul vieții. Nu își arăta lucrările decât celor mai apropiați prieteni, din care motiv activitatea sa literară a devenit cunoscută doar post mortem. Temele atinse în poezie țineau mai mult de natură.